# Beyşehir
Beyşehir es un distrito y una ciudad de la provincia de Konya en la región de Anatolia Central en Turquía. La ciudad se encuentra en la orilla suroriental del lago Beyşehir y está marcada al oeste y al suroeste por las líneas inclinadas y los bosques de los montes Tauro, mientras que una fértil llanura, una extensión del área del lago, se extiende en dirección sureste. Según el censo del año 2000, la población del distrito era de 118 144 hab. de los que 41 312 viven en la ciudad de Beyşehir.
El monumento hitita situado en la localidad dependiente de Beyşehir de Eflatunpınar, a corta distancia al noreste de la ciudad, lo que prueba que el imperio hitita había llegado hasta esta región, marcando de hecho, a la luz del conocimiento actual, los límites de su extensión al suroeste. Las pruebas evidencian que un asentamiento anterior, que quizá se remonta a la época neolítica, también estaba ubicada en Eflatunpınar. Otro importante asentamiento temprano se encontraba en Erbaba Höyük, situada a 10 km al suroeste de Beyşehir, y que fue explorada por los arqueólogos canadienses Jacques y Louise Alpes Bordaz en los setenta, lo que llevó a preciosos hallazgos a lo largo de cuatro diferentes capas de asentamiento. 
La región de Beyşehir se corresponde a la Pisidia de la Antigüedad clásica. En la ubicación de la propia ciudad, hay con toda probabilidad una ciudad antigua,[cita requerida] probablemente llamada Karallia, que era uno de los dos centros urbanos que rodeaban el lago en aquella época. El mismo centro podría haberse renombrado en época bizantina.